# 羅曼尼夫卡 (利沃夫區)
49°39′24″N 23°34′31″E / 49.65667°N 23.57528°E
羅曼尼夫卡（羅馬化：Romanivka）是烏克蘭西部利維夫州利維夫區大柳賓市鎮的村莊。該村始建於1939年，面積5.56平方公里，海拔高度294米，2001年人口181，人口密度每平方公里32.55人。